# Balti
Bálti (litovsko baltai, latvijsko balti) so skupina indoevropskih ljudstev v severovzhodnem delu srednje Evrope. Najbližji sorodniki Baltov so Slovani, o čem pričajo tudi jezikovne primerjave; tako imajo na primer baltski in slovanski jeziki skupni besedi za roko in glavo (litovsko ranka in galva, latvijsko roka in galva), in staropruski: kai, nekai (= kaj, nekaj).
Stara baltska plemena so se delila na dve skupini: zahodno in vzhodno.
Zahodnobaltska plemena so bila žrtev nasilnega in brezobzirnega pokristjanjevanja s strani Nemškega viteškega reda, ki je na njihovem ozemlju ustvaril versko državo, in so pred koncem 16. stoletja skoraj povsem izumrla. Maloštevilni begunci, ki jim je uspelo prebegniti v sosednjo Litvo, Belorusijo ali Poljsko, so se hitro asimilirali. Danes v Belorusiji in na Poljskem najdemo še nekaj sledov naselitve beguncev v obliki jatvinških krajevnih imen (npr. poljsko mestece Jaświły, ki pomeni kar »Jatvingi«), čeprav so prebivalci teh krajev že davno slovanskojezični.
Najštevilnejši zahodnobaltski plemeni sta bili Prusi in Jatvingi.
Prusi so živeli na območju današnjega Varminsko-Mazurskega vojvodstva na Poljskem in Kaliningrajske oblasti Ruske Federacije, Jatvingi pa so naseljevali današnji območji Suvalščizne na severu Podlaškega vojvodstva na Poljskem ter Suvalkije v Litvi.
Po baltskih Prusih je dobila ime nemška država Prusija, ki je nastala na omenjenem ozemlju po sekularizaciji verske redovne države v času reformacije. V staropruskem jeziku se je ohranilo nekaj pisnih verskih besedil, tako da je njihov jezik v veliki meri možno rekonstruirati. Od jatvinškega se je ohranilo le eno krajše pisno besedilo ter številna zemljepisna imena v Suvalščizni in Suvalkiji, kar pa ne zadostuje za rekonstrukcijo jezika.
Iz vzhodnobaltskih plemen sta nastala današnja baltska naroda Litovcev in Latvijcev, ki govorita baltska jezika litovščino in latvijščino.